# Charles Malo François Lameth
Charles Malo François Lameth, francoski politik in general, * 5. oktober 1757, Pariz, † 28. december 1832.
Lameth, ki je dosegel čin generalporočnika, je bil v času francoskega konzulata guverner Würzburga.